# LimeSurvey
LimeSurvey (wcześniej PHPSurveyor) – rozprowadzany na zasadach wolnego oprogramowania internetowy system ankiet, napisany w języku PHP i wykorzystujący bazę danych MySQL, PostgreSQL lub MSSQL. Zaprojektowany jest, aby był łatwy w obsłudze, pozwala użytkownikom na rozwijanie i publikację wielu ankiet oraz gromadzenie i analizę odpowiedzi udzielonych przez respondentów. Obsługa systemu nie wymaga znajomości języków programowania.

## Podstawowe funkcje
LimeSurvey jest internetową aplikacją która może zostać zainstalowana na serwerze użytkownika, który może zarządzać programem poprzez przeglądarkę internetową. Użytkownicy mogą korzystać ze sformatowanego tekstu w pytaniach i wiadomościach, przy użyciu edytora tekstu. Zdjęcia i filmy mogą również zostać włączone do badania. Wygląd i układ badania można zmieniać poprzez zmianę szablonu. Szablony mogą być zmieniane w edytorze WYSIWYG HTML. Dodatkowo, szablony można łatwo importować i eksportować przez edytor szablonów. Kiedy badanie jest przygotowane, użytkownik może je aktywować. Dzięki czemu jest dostępne dla respondentów, aby zobaczyli pytania i odpowiedzi. Pytania mogą być również importowane i eksportowane za pośrednictwem edytora programu. W LimeSurvey nie ma limitu liczby badań które użytkownik może stworzyć. Nie ma także ograniczenia liczby respondentów. Oprócz ograniczeń technicznych i praktycznych, nie ma ograniczenia co do liczby pytań w jednym badaniu.
Pytania są podzielone na grupy. Pytania w obrębie każdej grupy organizowane są na tej samej stronie. Badania mogą wykorzystywać różne rodzaje pytań m.in.: wielokrotnego wyboru, wprowadzania tekstu, listy rozwijane, wprowadzanie liczb, suwak, pytania tak / nie. Pytania mogą być ułożone na dwuwymiarowej macierzy, z możliwością oparcia pytań jednej osi o pytania na drugiej osi. Pytania mogą zależeć od wyników innych pytań. Na przykład, respondent może zostać zapytany o środki transportu używanych w dojazdach, jeśli pytany odpowiedział twierdząco na pytanie o posiadanie pracy.

## Zaawansowane funkcje
LimeSurvey oferuje także bardziej zaawansowane funkcje. Zawiera podstawowe analizy wyników badań przedstawione graficznie. Ankiety mogą być dostępne publicznie lub być ściśle kontrolowane. Dodatkowo, uczestnicy mogą być anonimowi lub LimeSurvey może śledzić ich adresy IP. O wiele bardziej szczegółową listę funkcji można znaleźć na stronie internetowej LimeSurvey.

## Hosting
Wiele firm świadczących usługi hostingowe oferuje hosting LimeSurvey, jako dodatkową instalację lub w ramach zestawu dostępnych aplikacji – control panel, takich jak cPanel z Fantastico, Plesk i Virtualmin Professional. LimeSurvey również została przygotowana przez osoby trzecie w ramach różnych systemów zarządzania treścią (content management systems), takich jak PostNuke i XOOPS. Integracja do Joomla istnieje, ale nie jest ona zgodna z wersją 1.5 Joomla. Główny twórca i kierownik projektu LimeSurvey, Carsten Schmitz, jest także właścicielem LimeService. LimeService jest to firma, która oferuje hosting LimeSurvey za niewielką opłatą. Usługa ta jest podobna do aplikacji internetowych takich jak SurveyMonkey. Główna różnica polega na tym, że opłaty za LimeService są w oparciu o liczbę osób, które biorą udział w badaniu, a nie za czas dostępności ankiet jest aktywna, jak w przypadku innych usług. LimeService oferuje do 25 darmowych odpowiedzi na miesiąc. Po przekroczeniu limitu można nabyć jeden z kilku pakietów.

## Wersje językowe
LimeSurvey jest dostępny w ponad 50 językach i dialektach, a 22 z nich ma ponad 95% wykonanego tłumaczenia. Do wyświetlania znaków wykorzystywany jest system kodowania UTF-8. Główne tłumaczenia obejmują języki: albański, baskijski, chiński, chorwackiego, duński, holenderski, fiński, francuski, galicyjski, grecki, węgierski, hebrajski, włoski, japoński, polski, portugalski, rosyjski, serbski, słoweński, hiszpański, szwedzki i wiele innych.

## Zastosowania
LimeSurvey ma wiele zastosowań. Pozwala on użytkownikom na tworzenie i obsługę wysokiej jakości badań, jest idealny do gromadzenia danych. Może być używany w wielu różnych sektorach w celu zebrania informacji od klientów lub pracowników. Przykłady zastosowań:
- Szkoły i uczelnie: ankiety satysfakcji, zaangażowania, oczekiwań uczniów i studentów, oraz ich rodziców,
- Marketing: badania potrzeb klientów, badania produktów, ocena zadowolenia z usług,
- Nauki społeczne (psychologia, socjologia, nauki polityczne): badania preferencji politycznych, sondy i kwestionariusze,
- Zarządzanie zasobami ludzkimi: badania satysfakcji i zaangażowania pracowników,
- Opieka zdrowotna i farmacja: kwestionariusze badań pacjentów, kwestionariusze wspomagające badania kliniczne,
- Sprzedaż i obsługa klienta: formularze zamówień, zgłaszanie problemów i reklamacji,
- Organizacje konferencji i imprez: gromadzenie danych uczestników, ankiety imprez,
- Testowanie wiedzy: testy językowe, testy teorii na egzamin na prawo jazdy.

LimeSurvey jest używany przez kilka znaczących organizacji, takich jak austriacki Vorarlberg, Ars Electronica, oraz kilka organizacji open source, takich jak OpenOffice.org, Ubuntu i GNOME. LimeSurvey jest także używany przez dużą liczbę instytucji edukacyjnych na całym świecie.

## Historia
LimeSurvey zostało zarejestrowane na SourceForge.net jako projekt pod nazwą PHPSurveyor 20 lutego 2003 i zostało napisane przez australijskiego developera Jasona Cleelanda. Pierwsze publiczne wydanie wersji 0.93, zostało udostępnione 5 marca 2003.
Opracowywanie nowych funkcji jak warunki powiązań dla pytań, tokeny czy dostosowywanie wyglądu za pomocą szablonów spowodowało, że projekt zyskał sobie duże uznanie i szeroką rzeszę użytkowników.
W wyborach prezydenckich w USA w roku 2004 organizacja Verified Voting Foundation wykorzystywała PHPSurveyor do zbierania danych dotyczących nieprawidłowości, które pojawiły się w głosowaniu. System ankiet pozwolił na zgromadzenie informacji o ponad 13 500 zgłoszonych przypadków nieprawidłowości w ciągu pierwszych 10 godzin od jego uruchomienia. Dane zgromadzone za jego pomocą posłużyły jako materiał, na którym bazował „Raport o nieprawidłowościach w systemie głosowania”.
W roku 2006 przewodzenie projektowi objął Carsten Schmitz, niemiecki IT Project Manager. 17 maja 2007 nazwa projektu została zmieniona z PHPSurveyor na LimeSurvey w celu uproszczenia licencji dzięki wyeliminowaniu skrótu PHP z nazwy.
W 2008 roku LimeService zostało stworzone przez lidera projektu LimeSurvey – Carstena Schmitza. Oferuje to usługi hostingowe dla użytkowników LimeSurvey za niską opłatą.
LimeSurvey 4 czerwca 2008 roku zajmował 99. miejsce w rankingu SourceForge.net, w którym sklasyfikowanych jest ponad 100 tys. projektów. System został pobrany przeszło 200 tys. razy.
W 2009 roku LimeSurvey wzięła udział w projekcie Google Summer of Code. Program ten zachęcał studentów do pomagania w projektach open-source. Studenckie projekty przyczyniły się do rozwoju interfejsu i modułów statystycznych powstającej LimeSurvey 2.0. W 2010 roku LimeSurvey po raz kolejny uczestniczył w programie Google Summer of Code. Studenci opracowali silnik dla bazy danych dla LimeSurvey 2.0 i wdrożyli wiele zmian w opcji „Prześlij plik pytania”. W listopadzie 2010 roku LimeSurvey uczestniczył również w Google Code-in. Jest to podobny program angażowania i nagradzania uczniów przyczyniających się do projektów open source. Zadania dla uczniów są bardzo zróżnicowanie pod względem trudności i zakresu – od poprawy artykułu o LimeSurvey w Wikipedii, po rozszerzenia interfejsu użytkownika.
W 2010 roku, LimeSurvey był pobierany średnio 2944 razy w tygodniu z SourceForge i jest na 32633 miejscu w rankingu Alexa traffic.

## Wersja 2.0
Nowej wersja LimeSurvey 2.0 została wydana w październiku 2012. LimeSurvey 2.0 zostało od nowa napisane przy wykorzystaniu modelu MVC (Model-View-Controller) oraz projektu CakePHP. Eksperci ze Stanów Zjednoczonych opracowali całkowicie nowy projekt wyglądu w oparciu o technologię Ajax. Modułowość i dostępność GUI są to główne atuty, których brakowało w wersjach 1.x.

## Nagrody
29 listopada 2007 roku projekt LimeSurvey uzyskał pierwszą nagrodę w konkursie Les Trophées du Libre w kategorii Enterprise Management. The Les Trophées du libre nagradza nowatorskie i obiecujące projekty open-source. W 2008 LimeSurvey został nominowany w kategorii najlepszy projekt dla przedsiębiorstw w SourceForge.net Community Choice Awards 2008.